# Pohár FAČR 2022-2023
La Coppa della Repubblica Ceca 2022-2023 di calcio (in ceco Pohár české pošty), conosciuta anche come MOL Cup per ragioni di sponsorizzazione, è stata la 30ª edizione del torneo, iniziata il 22 luglio 2022 e terminata il 3 maggio 2023.

## Partite

### Extra Turno preliminare
| Squadra 1                     | Risultato | Squadra 2             |
| ----------------------------- | --------- | --------------------- |
| 22 luglio 2022                |           |                       |
| TJ Sokol Kateřinice           | 2 – 8     | FC Vsetín             |
| 23 luglio 2022                |           |                       |
| Dolany                        | 2 – 1     | FK Sternberk          |
| TJ Nová Ves u N. M. na Moravě | 1 – 2     | Žďas Žďár nad Sázavou |

### Turno preliminare
| Squadra 1                        | Risultato       | Squadra 2                     |
| -------------------------------- | --------------- | ----------------------------- |
| 29 luglio 2022                   |                 |                               |
| Slavičín                         | 1 – 5           | SK Kvítkovice                 |
| Nový Jičín                       | 5 – 0           | FK Nové Sady                  |
| AFC Humpolec                     | 1 – 3           | TJ Dálnice Speřice            |
| SK Slaný                         | 0 – 1           | Sokol Hostouň                 |
| FC Slovan Havlíčkův Brod         | 2 – 3           | Velké Meziříčí                |
| TJ Start Brno                    | 1 – 1 (6-5 dtr) | Znojmo                        |
| Rokycany                         | 1 – 0           | FK Komárov                    |
| SK Baťov                         | 0 – 5           | ČSK Uherský Brod              |
| 30 luglio 2022                   |                 |                               |
| FC Vsetín                        | 1 – 2 (dts)     | Valašské Meziříčí             |
| FK Olympie Březová               | 5 – 2           | Baník Sokolov                 |
| SK Štětí                         | 3 – 6           | Dobrovice                     |
| SK Újezd Prague 4                | 4 – 2           | SK Petřín Plzeň               |
| FK Neratovice-Býškovice          | 2 – 2 (0-1 dtr) | Čáslav                        |
| Kladno                           | 1 – 0           | FK Zbuzany                    |
| Breclav                          | 1 – 3           | Tasovice                      |
| Slavoj Český Krumlov             | 0 – 1           | Benešov                       |
| TJ Unie Hlubina                  | 1 – 3           | Vítkovice                     |
| SK Jankov                        | 1 – 3           | TJ Spartak Soběslav           |
| FK Turnov                        | 3 – 2           | Vilémov                       |
| TJ Tatran Rousínov               | 0 – 4           | TJ Slovan Bzenec              |
| TJ Břidličná                     | 1 – 3           | Šumperk                       |
| 1. HFK Olomouc                   | 0 – 5           | FK Kozlovice                  |
| SK Bystřive nad Pernštejnem      | 2 – 6           | Rosice                        |
| 1. FC Viktorie Přerov            | 5 – 3 (dts)     | TJ Skaštice                   |
| FK Krnov                         | 0 – 7           | Hlučín                        |
| Tatran Všechovice                | 3 – 0           | 1. BFK Frýdlant nad Ostravicí |
| 1. FC Viktorie Přerov            | 2 – 5 (dts)     | SK Klatovy 1898               |
| Dolany                           | 0 – 0 (2-4 dtr) | SK Jiskra Rýmařov             |
| Žďas Žďár nad Sázavou            | 3 – 0           | FC PBS Velká Bíteš            |
| SK Tatran Ždírec nad Doubravou   | 5 – 0           | Stará Říše                    |
| Náchod-Deštné                    | 0 – 0 (6-7 dtr) | TJ Velke Hamry                |
| SK Libcany                       | 3 – 0           | Hlinsko                       |
| SK Beskyd Frenštát pod Radhoštěm | 1 – 4           | Frýdek-Místek                 |
| FK Seko Louny                    | 0 – 2           | Baník Souš                    |
| FC Libišany                      | 4 – 1           | Vysoké Mýto                   |
| SK Tochovice                     | 0 – 5           | Králův Dvůr                   |
| SK Hořovice                      | 0 – 3           | TJ Přeštice                   |
| Nový Bor                         | 0 – 7           | Arsenal Česká Lípa            |
| SFK ELKO Holešov                 | 2 – 2 (3-4 dtr) | Hranice                       |
| FK Bospor Bohumín                | 5 – 2           | Havířov                       |
| Karlovy Vary                     | 1 – 1 (2-4 dtr) | FK Hvězda Cheb                |
| 31 luglio 2022                   |                 |                               |
| TJ Sokol Lanžhot                 | 0 – 3           | Hodonín                       |
| Trutnov                          | 0 – 4           | Jiskra Ústí nad Orlicí        |
| Cidlina Nový Bydžov              | 3 – 1           | Dvůr Králové                  |
| FK SK Polanka nad Odrou          | 1 – 2           | FK Bílovec                    |
| Tatran Brno Bohuvice             | 1 – 0           | Blansko                       |
| 2 agosto 2022                    |                 |                               |
| FC Slavoj Olympia Bruntál        | 0 – 1           | Uničov                        |
| 3 agosto 2022                    |                 |                               |
| Sokol Libiš                      | 5 – 3           | Kolín                         |
| Hřebeč                           | 5 – 1           | FK Brandýs nad Labem          |

### Primo turno
| Squadra 1                      | Risultato       | Squadra 2                   |
| ------------------------------ | --------------- | --------------------------- |
| 10 agosto 2022                 |                 |                             |
| Přerov                         | 1 – 4           | Prostějov                   |
| 16 agosto 2022                 |                 |                             |
| Hranice                        | 2 – 2 (1-4 dtr) | Karviná                     |
| ČSK Uherský Brod               | 1 – 3           | Vyškov                      |
| Aritma Praga                   | 3 – 2 (dts)     | FK Olympie Březová          |
| 17 agosto 2022                 |                 |                             |
| Šumperk                        | 1 – 4           | Uničov                      |
| TJ Slovan Bzenec               | 2 – 1 (dts)     | TJ Tatran Bohunice          |
| Sokol Libiš                    | 1 – 9           | Graffin Vlašim              |
| SK Klatovy 1898                | 1 – 5           | Příbram                     |
| Žďas Žďár nad Sázavou          | 2 – 4           | Vysočina Jihlava            |
| Tasovice                       | 5 – 4 (dts)     | Hodonín                     |
| Nový Jičín                     | 0 – 2           | Hanácká                     |
| Sokol Brozany                  | 1 – 3           | Varnsdorf                   |
| Tatran Vsechovice              | 2 – 0           | Valašské Meziříčí           |
| SK Tatran Ždírec nad Doubravou | 1 – 1 (4-5 dtr) | Líšeň                       |
| Cidlina Nový Bydžov            | 1 – 2           | FK Přepeře                  |
| SK Libčany                     | 3 – 2           | Český Brod                  |
| Dobrovice                      | 1 – 5           | Ústí nad Labem              |
| TJ Start Brno                  | 3 – 1           | Velké Meziříčí              |
| Benešov                        | 0 – 1           | Táborsko                    |
| Králův Dvůr                    | 2 – 1 (dts)     | Jiskra Domažlice            |
| SK Otava Katovice              | 1 – 3           | TJ Přeštice                 |
| Union Cheb                     | 2 – 3           | FC Viktoria Mariánské Lázně |
| Chomutov                       | 4 – 1           | Slavia Karlovy Vary         |
| TJ Dálnice Speřice             | 0 – 4           | Rosice                      |
| FK Bílovec                     | 2 – 6           | Fotbal Třinec               |
| Libisany                       | 5 – 1           | FK Letohrad                 |
| Jiskra Ústí nad Orlicí         | 3 – 2           | Sokol Živanice              |
| Kozlovice                      | 2 – 3 (dts)     | Frýdek-Místek               |
| TJ Spartak Soběslav            | 3 – 0           | Písek                       |
| FK Bospor Bohumín              | 0 – 3           | Hlučín                      |
| Vítkovice                      | 2 – 4           | Kvitkovice                  |
| Baník Souš                     | 2 – 1           | Admira Praga                |
| TJ Velké Hamry                 | 2 – 4           | Chlumec nad Cidlinou        |
| Povltavská fotbalová akademie  | 0 – 1           | Chrudim                     |
| Motorlet Praga                 | 3 – 2 (dts)     | SK Újezd Prague 4           |
| SK Hřebeč                      | 1 – 3           | Zápy                        |
| Arsenal Česká Lípa             | 3 – 4           | SK Benátky nad Jizerou      |
| Rokycany                       | 1 – 0 (dts)     | Kladno                      |
| Čáslav                         | 2 – 0           | Loko Vltavín                |
| Pěnčín-Turnov                  | 1 – 5           | FC Slovan Velvary           |
| SK Kosmonosy                   | 0 – 3           | Viktoria Žižkov             |
| 23 agosto 2022                 |                 |                             |
| Vratimov                       | 0 – 9           | Opava                       |
| 24 agosto 2022                 |                 |                             |
| Sokol Hostoun                  | 0 – 3           | Dukla Praga                 |

### Secondo turno
| Squadra 1                   | Risultato       | Squadra 2            |
| --------------------------- | --------------- | -------------------- |
| 13 settembre 2022           |                 |                      |
| SK Kvítkovice               | 1 – 5           | Fotbal Třinec        |
| Uničov                      | 2 – 4 (dts)     | Sigma Olomouc        |
| 14 settembre 2022           |                 |                      |
| Viktoria Žižkov             | 1 – 2 (dts)     | Teplice              |
| FC Slovan Velvary           | 1 – 0           | Pardubice            |
| FK Přepeře                  | 0 – 1 (dts)     | Táborsko             |
| Rokycany                    | 1 – 5           | Slovan Liberec       |
| Motorlet Praga              | 0 – 4           | Jablonec             |
| TJ Start Brno               | 0 – 3           | Trinity Zlín         |
| Rosice                      | 0 – 4           | Zbrojovka Brno       |
| Frýdek-Místek               | 2 – 0           | Opava                |
| SK Libčany                  | 1 – 3           | Dukla Praga          |
| Zápy                        | 2 – 1           | Chrudim              |
| Jiskra Ústí nad Orlicí      | 0 – 1           | Chlumec nad Cidlinou |
| TJ Spartak Soběslav         | 3 – 1           | FK Robstav Přeštice  |
| Jiskra Domažlice            | 4 – 1           | Aritma Praga         |
| Tasovice                    | 2 – 2 (2-3 dtr) | Prostějov            |
| Hlučín                      | 2 – 0           | Líšeň                |
| Tatran Všechovice           | 2 – 9           | Vyškov               |
| 20 settembre 2022           |                 |                      |
| FC Viktoria Mariánské Lázně | 2 – 3           | Příbram              |
| 21 settembre 2022           |                 |                      |
| FC Libišany                 | 1 – 3 (dts)     | Vysočina Jihlava     |
| Hanácká                     | 3 – 3 (1-4 dtr) | Baník Ostrava        |
| SK Benátky nad Jizerou      | 1 – 2           | Varnsdorf            |
| Baník Souš                  | 1 – 4           | Graffin Vlašim       |
| Čáslav                      | 0 – 11          | Hradec Králové       |
| TJ Slovan Bzenec            | 1 – 2           | Karviná              |
| Ústí nad Labem              | 0 – 3           | Bohemians 1905       |
| Chomutov                    | 0 – 5           | Dyn. Č. Budějovice   |

### Terzo turno
| Squadra 1            | Risultato | Squadra 2        |
| -------------------- | --------- | ---------------- |
| 11 ottobre 2022      |           |                  |
| Jablonec             | 0 – 1     | Vyškov           |
| 18 ottobre 2022      |           |                  |
| TJ Spartak Soběslav  | 0 – 2     | Karviná          |
| Příbram              | 0 – 3     | Teplice          |
| 19 ottobre 2022      |           |                  |
| FC Slovan Velvary    | 0 – 2     | Baník Ostrava    |
| Hlučín               | 3 – 2     | Viktoria Plzeň   |
| Jiskra Domažlice     | 1 – 6     | Sparta Praga     |
| Zápy                 | 1 – 3     | Sigma Olomouc    |
| Chlumec nad Cidlinou | 0 – 4     | Hradec Králové   |
| Dukla Praga          | 0 – 4     | Slavia Praga     |
| Dyn. Č. Budějovice   | 3 – 1     | Graffin Vlašim   |
| Mladá Boleslav       | 4 – 0     | Prostějov        |
| Bohemians 1905       | 2 – 1     | Fotbal Třinec    |
| Slovácko             | 6 – 0     | Varnsdorf        |
| Táborsko             | 1 – 2     | Zbrojovka Brno   |
| 25 ottobre 2022      |           |                  |
| Frýdek-Místek        | 0 – 6     | Slovan Liberec   |
| Trinity Zlín         | 2 – 0     | Vysočina Jihlava |

### Ottavi di finale
| Squadra 1          | Risultato   | Squadra 2      |
| ------------------ | ----------- | -------------- |
| 17 novembre 2022   |             |                |
| Teplice            | 2 – 3 (dts) | Zbrojovka Brno |
| Trinity Zlín       | 0 – 1       | Vyškov         |
| 18 novembre 2022   |             |                |
| Karviná            | 0 – 2       | Slavia Praga   |
| Slovácko           | 1 – 0       | Mladá Boleslav |
| 19 novembre 2022   |             |                |
| Baník Ostrava      | 2 – 3       | Sparta Praga   |
| Bohemians 1905     | 3 – 0       | Hlučín         |
| 26 novembre 2022   |             |                |
| Slovan Liberec     | 4 – 1       | Sigma Olomouc  |
| 1º febbraio 2023   |             |                |
| Dyn. Č. Budějovice | 2 – 0       | Hradec Králové |

### Quarti di finale
| Squadra 1          | Risultato       | Squadra 2      |
| ------------------ | --------------- | -------------- |
| 1º marzo 2023      |                 |                |
| Slovácko           | 1 – 2           | Bohemians 1905 |
| Slovan Liberec     | 2 – 2 (3-5 dtr) | Sparta Praga   |
| Dyn. Č. Budějovice | 2 – 1           | Bohemians 1905 |
| Slavia Praga       | 4 – 0           | Vyškov         |

### Semifinali
| Squadra 1     | Risultato   | Squadra 2          |
| ------------- | ----------- | ------------------ |
| 5 aprile 2023 |             |                    |
| Sparta Praga  | 2 – 0       | Dyn. Č. Budějovice |
| Slavia Praga  | 3 – 2 (dts) | Bohemians 1905     |

### Finale
| Arbitro: | Dalibor Černý |

|  |           |                              |
|  | Marcatori | 42’ Douděra 64’ (aut.) Panák |